# Cantone di Puy-l'Évêque
Il Cantone di Puy-l'Évêque è una divisione amministrativa dell'arrondissement di Cahors.
A seguito della riforma approvata con decreto del 13 febbraio 2014, che ha avuto attuazione dopo le elezioni dipartimentali del 2015, è passato da 16 a 27 comuni.

## Composizione
I 16 comuni facenti parte prima della riforma del 2014 erano:
- Cassagnes
- Duravel
- Floressas
- Grézels
- Lacapelle-Cabanac
- Lagardelle
- Mauroux
- Montcabrier
- Pescadoires
- Prayssac
- Puy-l'Évêque
- Saint-Martin-le-Redon
- Sérignac
- Soturac
- Touzac
- Vire-sur-Lot

Dal 2015 i comuni appartenenti al cantone sono i seguenti 27:
- Les Arques
- Le Boulvé
- Cassagnes
- Duravel
- Floressas
- Frayssinet-le-Gélat
- Goujounac
- Grézels
- Les Junies
- Lacapelle-Cabanac
- Lagardelle
- Lherm
- Mauroux
- Montcabrier
- Montcléra
- Pescadoires
- Pomarède
- Prayssac
- Puy-l'Évêque
- Saint-Caprais
- Saint-Martin-le-Redon
- Saint-Matré
- Saux
- Sérignac
- Soturac
- Touzac
- Vire-sur-Lot